# La Lande-Chasles
La Lande-Chasles ist eine französische Gemeinde mit 119 Einwohnern (Stand: 1. Januar 2022)  im Département Maine-et-Loire in der Region Pays de la Loire. Die Gemeinde gehört zum Arrondissement Saumur und zum Kanton Longué-Jumelles. Die Einwohner werden Karolandais genannt.

## Geografie
La Lande-Chasles liegt etwa 38 Kilometer östlich von Saumur in der Baugeois. Umgeben wird La Lande-Chasles von den Nachbargemeinden Baugé-en-Anjou im Norden, Longué-Jumelles im Süden und Osten sowie Brion im Westen.

## Bevölkerungsentwicklung
| Jahr                       | 1962 | 1968 | 1975 | 1982 | 1990 | 1999 | 2006 | 2013 | 2018 |
| Einwohner                  | 154  | 150  | 115  | 97   | 104  | 86   | 99   | 111  | 123  |
| Quellen: Cassini und INSEE |      |      |      |      |      |      |      |      |      |

## Sehenswürdigkeiten

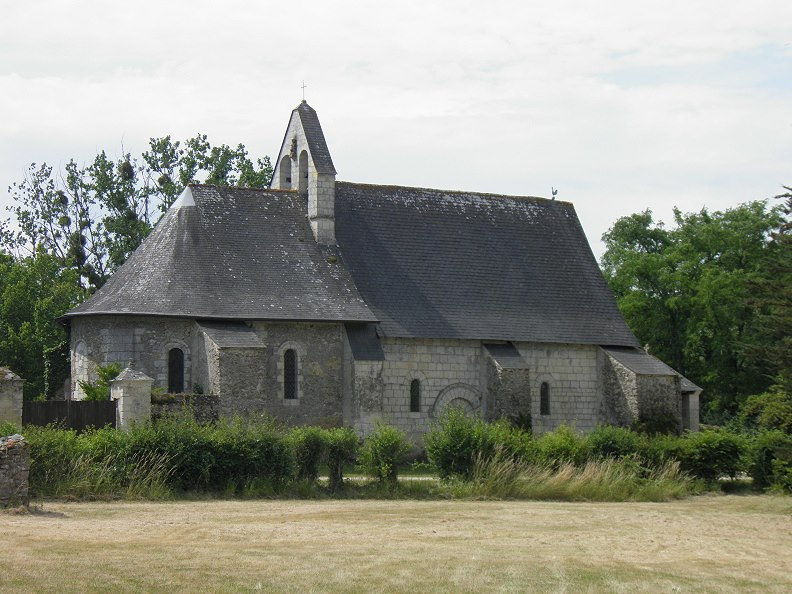
Kirche Saint-Jean

- Kirche Saint-Jean